# 岩渕 (伊勢市)
岩渕（いわぶち）は、三重県伊勢市にある町。現行行政地名は岩渕一丁目から岩渕三丁目と岩渕町。伊勢市役所や伊勢税務署が建ち並ぶ官庁街を成す。

## 地理
伊勢市の北部、伊勢市街（山田）の中央部に位置している。勢田川の沖積平野に展開し、川の左岸（西岸）に岩渕一丁目と岩渕二丁目、右岸（東岸）に岩渕三丁目と岩渕町がある。
岩渕一丁目は伊勢市の中枢に相当し、伊勢市役所や伊勢商工会議所、みずほ銀行（旧第一勧業銀行）伊勢支店、新聞各社の支局などがある。岩渕二丁目・三丁目はほぼ住宅地であるが、宇治山田駅（二丁目）や伊勢郵便局（三丁目）などもある。岩渕町は住居表示の実施に伴う区域変更・名称変更（丁目の設定）の際に住居表示を実施しなかった地域であり、倭町や尾上町との境界付近に飛地状に3つに分かれて存在する。
北は吹上一丁目・二丁目と神久一丁目・二丁目、東は倭町、南は尾上町・岡本一丁目、西は本町と接する。

### 小字
岩渕・岩渕町には、上ノ切（かみのきり）、中ノ切（なかのきり）、松木（まつき）、箕曲（みの）、中之坪（なかのつぼ）、清水（しみず/しょうず）、前田（まえだ）、尾部山（おべやま）の8つの小字がある。おおむね上ノ切・中ノ切・松木と箕曲の西半分が岩渕一丁目、中之坪・清水と箕曲の東半分が岩渕二丁目、前田・尾部山が岩渕三丁目に相当する。狭義の岩渕は、上ノ切と中ノ切を合わせた地域を指す。

### 地名の表記
1966年（昭和41年）6月1日の丁目制定時の三重県告示では「岩淵」と表記されており、2005年（平成17年）11月1日の伊勢市告示でも「岩淵」表記を採用している。「岩渕」から「岩淵」へ表記を修正する伊勢市の行政文書も出されている。一方で、1968年（昭和43年）6月25日の三重県告示では、表中では「岩淵」、図中では「岩渕」と表記が混在し、2019年（令和元年）発行の行政文書でも「岩淵」と「岩渕」が混在しているものがある。2020年（令和2年）現在、「岩淵」よりも「岩渕」表記の方が優勢である。なお渕は淵の異体字であり、意味は同じである。

### 小・中学校の学区
市立小・中学校に通う場合、学区は以下の通りとなる。
| 丁目・町丁 | 番・番地等 | 小学校             | 中学校               |
| ---------- | ---------- | ------------------ | -------------------- |
| 岩渕一丁目 | 全域       | 伊勢市立明倫小学校 | 伊勢市立倉田山中学校 |
| 岩渕二丁目 | 全域       | 伊勢市立明倫小学校 | 伊勢市立倉田山中学校 |
| 岩渕三丁目 | 全域       | 伊勢市立明倫小学校 | 伊勢市立倉田山中学校 |
| 岩渕町     | 全域       | 伊勢市立明倫小学校 | 伊勢市立倉田山中学校 |

明倫小学校はかつて岩渕にあった。

### 郵便番号
集配を担当する郵便局と郵便番号は以下の通りである。
| 町丁       | 郵便番号 | 郵便局     |
| ---------- | -------- | ---------- |
| 岩渕一丁目 | 516-0037 | 伊勢郵便局 |
| 岩渕二丁目 | 516-0037 | 伊勢郵便局 |
| 岩渕三丁目 | 516-0037 | 伊勢郵便局 |
| 岩渕町     | 516-0038 | 伊勢郵便局 |

伊勢郵便局は岩渕三丁目にある。

## 歴史

### 市場町・岩渕の成立（中世まで）
岩渕には「箕曲七塚」と呼ばれた塚があったが、被葬者や築造年代はすべて不明で、1903年（明治36年）に滅失した。
『度会系本』に「一禰宜氏守号二岩淵牛草一」という記述があり、度会氏守が禰宜に任官されたのは長元8年（1035年）のことであることから、平安時代には地名として使われていた可能性がある。年代がはっきりとした文献上の初出は、『外宮嘉禄三年山口祭記』であり、同書の安貞3年2月20日（ユリウス暦：1229年3月17日）の条に「今月二十日、遂行すべきの由、造営所御文到来す。然らば正文出来の間、十九日、これを勤行す。当日午時、造営使殿宣親、里亭・岩淵より直に参宮す。」とある。この記述から鎌倉時代の岩淵に「里亭」と称する宿館が存在し、山口祭（神宮式年遷宮の最初の行事）の際に造宮使が滞在していたことが分かる。里亭の詳細は不明ながら、朝廷から派遣されるくらいの上級の客人が宿泊する施設であったと考えられる。当時の岩淵は継橋郷に属し、豊受大神宮（外宮）のある山田村には含まれていなかった。また岩淵は村名ではなく、池町村の一部を占める小地域に過ぎなかった。池町村は外宮の神官家である度会氏の館を中心に発展した一方、農村的な性格を帯びた村であったと推定される。正安3年（1301年）から興国3年（1342年）にかけて、岩淵を寺領だと主張する釈尊寺と神宮の神人との間で長い相論が発生した。
岩淵の発展の契機は、下市場が置かれたことにある。下市場とは上市場（現・八日市場町）に対する名称で、3の付く日に市場が開かれたことから三日市場とも呼ばれた。下市場の存在は延元4年（1339年）の史料で確認でき、13世紀末には既に存在したと推定される。この市では、伊勢平野南部の農産物や志摩地方の水産物が取引されたようである。市が立ったことで岩淵は、池町村の一部から逆に池町村を包摂するようになり、「岩淵郷」を形成するまでになり、自治組織・山田三方を構成する「方」の一角を成すに至った。『氏経神事記』の寛正6年7月4日（ユリウス暦：1465年7月26日）の条には、岩淵郷民20人が小田造営関所に押し入って関銭を強奪し逃走したため、住家を焼き払い下地を没収したという記録がある。また外宮と内宮（皇大神宮）の神人の対立による宇治山田合戦では、文明17年6月3日（ユリウス暦：1485年7月14日）に宇治輩（内宮側）が岩淵に乱入した。

### 御師の町・岩渕の発展（近世）
江戸時代には、伊勢国度会郡に属し、岩淵町ないしは山田岩淵町として山田三方の配下にあった。山田三方の自治を担った三方家は24家から構成され、そのうちの6家が岩淵町に屋敷を構え、彼らは全員が御師でもあった。特に三方家の三日市帯刀は353,900軒、久保倉弾正は259,103軒の檀家を持つ山田の有力者だった。ほかにも1万軒以上の檀家を持つ御師が8家あり、安永6年（1777年）時点で30軒の御師が居を連ね、合計1,016,731軒もの檀家を抱えていた。檀家数では山田で最大の町であった。岩淵町の御師は伊勢信仰が普及していない地域の開拓を進めたため、北関東や東北地方に在住する檀家が多く、伊勢国周辺の檀家はほとんどなかった。例えば先述の三日市家は陸奥国、久保倉家は常陸国に檀家が集中していた。

### 伊勢の核心・岩渕（近代以降）
慶応3年（1867年）に大政奉還が為されると、翌慶応4年（1868年）に旧幕府領をもって「度会府」が設置され、山田三方は解体された。度会府は明治2年（1869年）に度会県と改称し、その県庁舎が岩淵町の箕曲（現・岩渕二丁目）に明治3年6月（グレゴリオ暦：1870年6月 - 7月）に新築移転した。度会県は1876年（明治9年）4月に旧・三重県に統合されて新・三重県の一部となったため、岩淵が県庁所在地だったのは6年弱のことであった。旧県庁舎は三重県庁の山田支庁として利用されたが、同年12月の伊勢暴動により焼失した。その後、岩淵には度会郡役所、山田梅毒病院（後の三重県立南勢病院）、日本基督教団山田教会、宇治山田警察署（後の伊勢警察署）などが次々と設置され、1906年（明治39年）に宇治山田市が市制施行すると市役所が当地に置かれ、宇治山田の核心となっていった。

### 地名の由来
町を流れる豊川の流れが岩によってせき止められ、深淵（しんえん）を成していたことに由来する。地名の起源となる深淵は明治維新前まで三日市夷社の近辺（岩渕一丁目）に残っていたと伝えられる。

### 町名の変遷
| 実施後     | 実施年月日                | 実施理由       | 実施前 |
| ---------- | ------------------------- | -------------- | --- |
| 岩淵一丁目 | 1966年（昭和41年）6月1日  | 住居表示の実施 | 岩淵町（字 中ノ切の全域、字 上ノ切・松木・箕曲・清水の一部） 豊川町（字 前野・下馬所の一部）                                                                           |
| 岩淵二丁目 | 1966年（昭和41年）6月1日  | 住居表示の実施 | 岩淵町（字 中之坪の全域、字 箕曲・清水の一部） |
| 岩淵三丁目 | 1966年（昭和41年）6月1日  | 住居表示の実施 | 岩淵町（字 前田・尾部山の一部） |
| 岩淵一丁目 | 1967年（昭和42年）3月22日 | 区域の訂正     | 岩淵町（字 中ノ切の全域、字 上ノ切・松木・箕曲・清水の一部） 豊川町（字 前野・下馬所の一部） 本町（字 田中の一部） 吹上町（字 上ノ切の一部） 岡本町（字 上ノ切の一部） |
| 岩淵二丁目 | 1967年（昭和42年）3月22日 | 区域の訂正     | 岩淵町（字 中之坪の全域、字 箕曲・清水の一部） |
| 岩淵三丁目 | 1967年（昭和42年）3月22日 | 区域の訂正     | 岩淵町（字 前田・尾部山の一部） |
| 岩淵三丁目 | 1968年（昭和43年）9月1日  | 住居表示の実施 | 岩淵町（字 尾部上の一部） 倭町（字 米野の一部） |
| 岩淵三丁目 | 1968年（昭和43年）9月1日  | 境界変更       | 尾上町の一部 |

## 世帯数と人口
2020年（令和2年）4月30日現在の世帯数と人口は以下の通りである。
| 丁目・町丁 | 世帯数  | 人口    |
| ---------- | ------- | ------- |
| 岩渕1丁目  | 279世帯 | 547人   |
| 岩渕2丁目  | 208世帯 | 376人   |
| 岩渕3丁目  | 179世帯 | 356人   |
| 岩渕町     | 5世帯   | 12人    |
| 計         | 671世帯 | 1,291人 |

### 人口の変遷
国勢調査による人口の推移。
| 1995年（平成7年）  | 1,896人 | [ 41 ] |  |
| 2000年（平成12年） | 1,632人 | [ 42 ] |  |
| 2005年（平成17年） | 1,457人 | [ 43 ] |  |
| 2010年（平成22年） | 1,340人 | [ 44 ] |  |
| 2015年（平成27年） | 1,365人 | [ 45 ] |  |

### 世帯数の変遷
国勢調査による世帯数の推移。
| 1995年（平成7年）  | 818世帯 | [ 41 ] |  |
| 2000年（平成12年） | 729世帯 | [ 42 ] |  |
| 2005年（平成17年） | 681世帯 | [ 43 ] |  |
| 2010年（平成22年） | 654世帯 | [ 44 ] |  |
| 2015年（平成27年） | 660世帯 | [ 45 ] |  |

## 文化

### 伊勢の三大ソウルフード

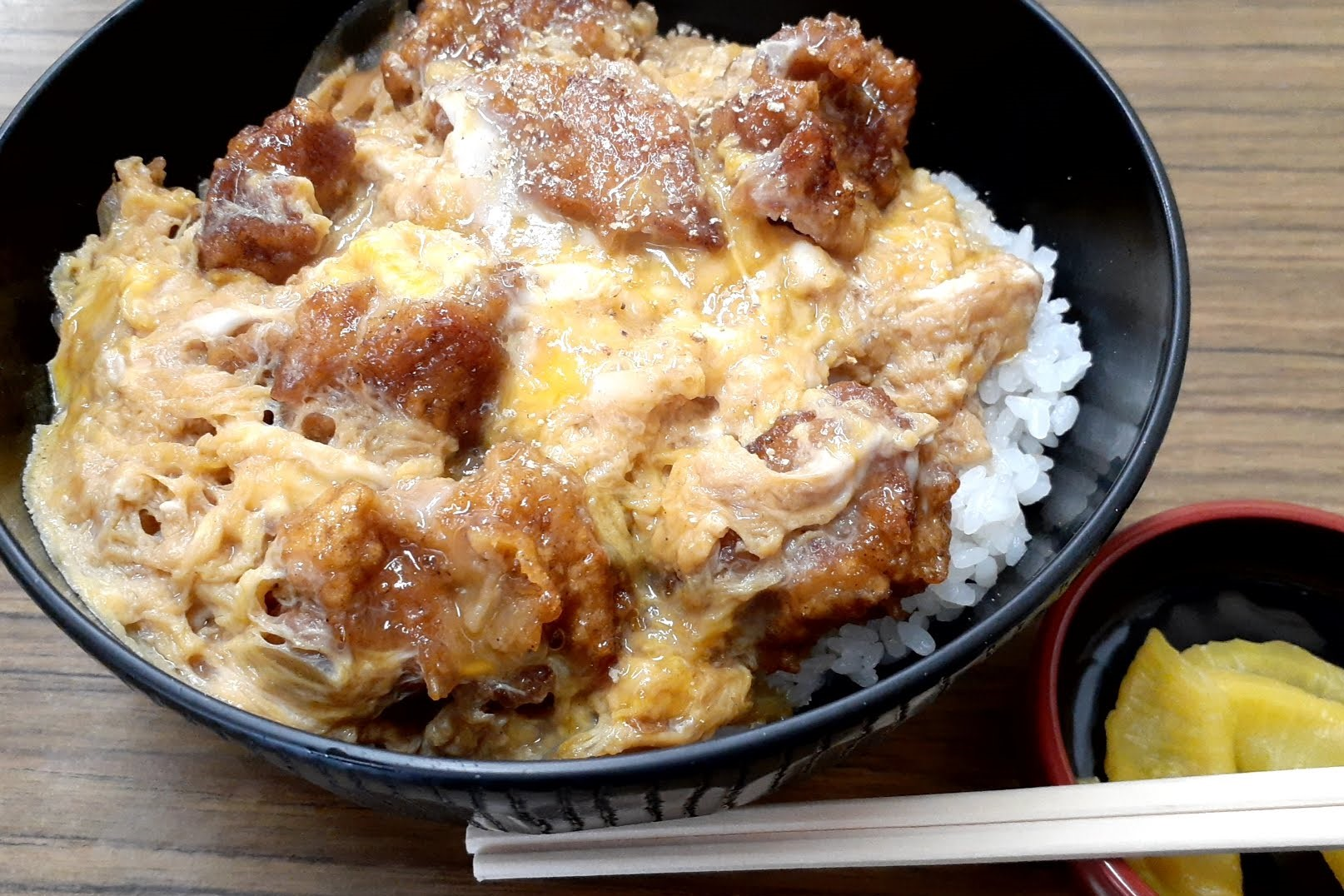
からあげ丼

喫茶モリのスパゲッティ（モリスパ）、キッチンクックのドライカツカレー、まんぷく食堂のからあげ丼は「伊勢の三大ソウルフード」と呼ばれて市民らから愛されている。いずれも安価で庶民的な料理であり、これらを提供する店舗はいずれも近鉄宇治山田駅前の岩渕にある。伊勢市民の多くが幼少期から親しんだ味であり、時折テレビ番組でも紹介されることから、観光客も引き付けている。特にまんぷく食堂は小説『半分の月がのぼる空』（電撃文庫）第8巻で「まんぷく亭」として登場し、作中でからあげ丼を食べるシーンが描かれていることから、聖地巡礼に訪れるファンがいる。
2019年（令和元年）10月には、タウン情報誌月刊Simpleを発行する株式会社ゼロが、同誌の創刊40周年を記念して、伊勢の三大ソウルフードに宮町一丁目のぎょうざの美鈴の餃子を加え、それらをデザインしたTシャツとトートバッグを販売した。

## 交通

### 鉄道
- 近畿日本鉄道
M （←山田線 伊勢市方面） 宇治山田駅 （鳥羽線 五十鈴川方面→）

1961年（昭和36年）までは三重交通神都線（路面電車）が岩渕を通っていた。

### 道路
- 三重県道22号伊勢南島線（御幸道路） - 1910年（明治43年）開通[50]。

#### 世古
世古（せこ）とは伊勢の方言で路地を意味し、岩渕では特に表通り（伊勢市役所・伊勢商工会議所の北側の通り）から吹上方面へ向かう世古が多い。以下、西から順に記述する。
- 西ノ世古[52]（西之世古[23]） - 岩渕の最も西にある世古であることから命名された[23]。付近には国学者・出口延佳邸跡、俳人・久保倉右近邸跡がある[23]。
- 道場寺世古[52] - 山田三道場の1つである「下の道場」があったことにちなむ[23][52]。
- 坊ノ世古[52]（坊之世古[23]） - かつてこの世古沿いに明倫小学校があったが、火災のため移転した[23]。
- 籔ノ世古 - 坊ノ世古の北にある[52]。名前の通り、籔（やぶ）があることにちなむ[52]。
- びっくり世古 - 吃驚新聞（びっくりしんぶん）が社屋を構えたことから命名された[23][52]。元は正寿院世古（正壽院世古）という名前で[23][52]、明治元年11月（グレゴリオ暦：1868年12月 - 1969年1月）に玉之小路に改称[52]、その後びっくり世古と呼ばれるようになった[23][52]。

## 施設

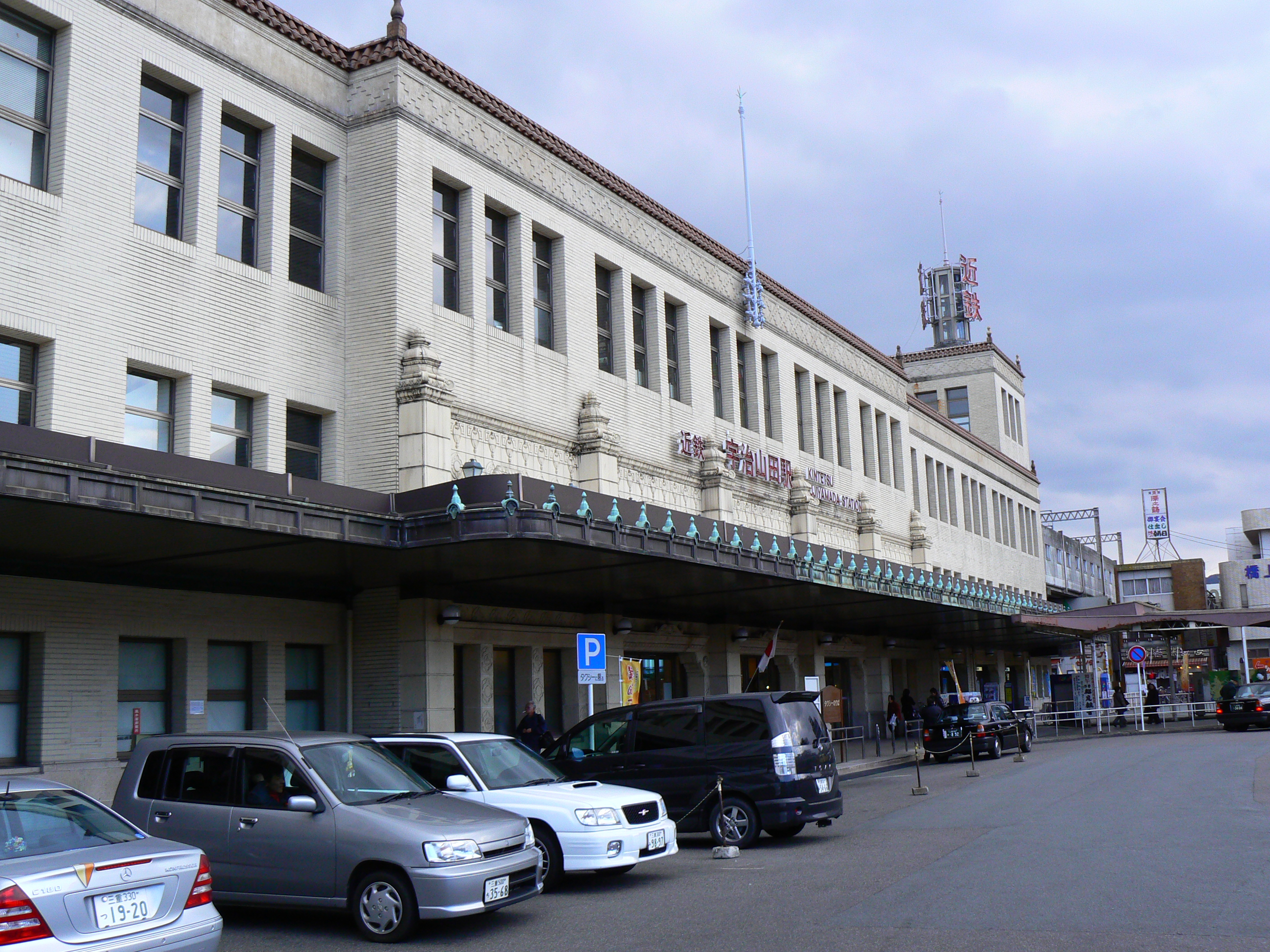
宇治山田駅

岩渕一丁目

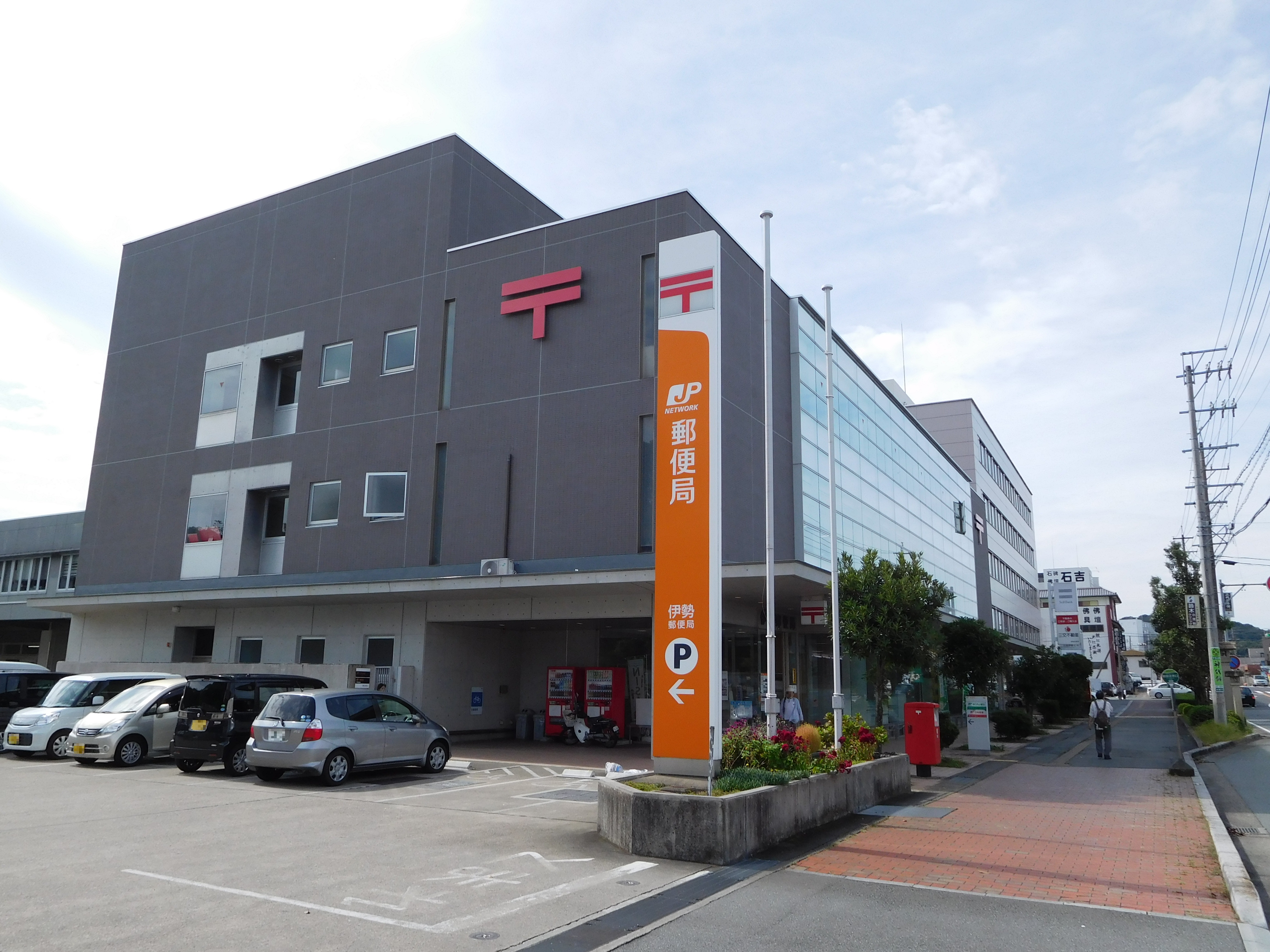
名古屋国税局 伊勢税務署
- 伊勢市役所
- いせ市民センター
- 伊勢市観光文化会館（シンフォニアテクノロジー響ホール伊勢）
- 学校法人山田常盤学園 常盤幼稚園

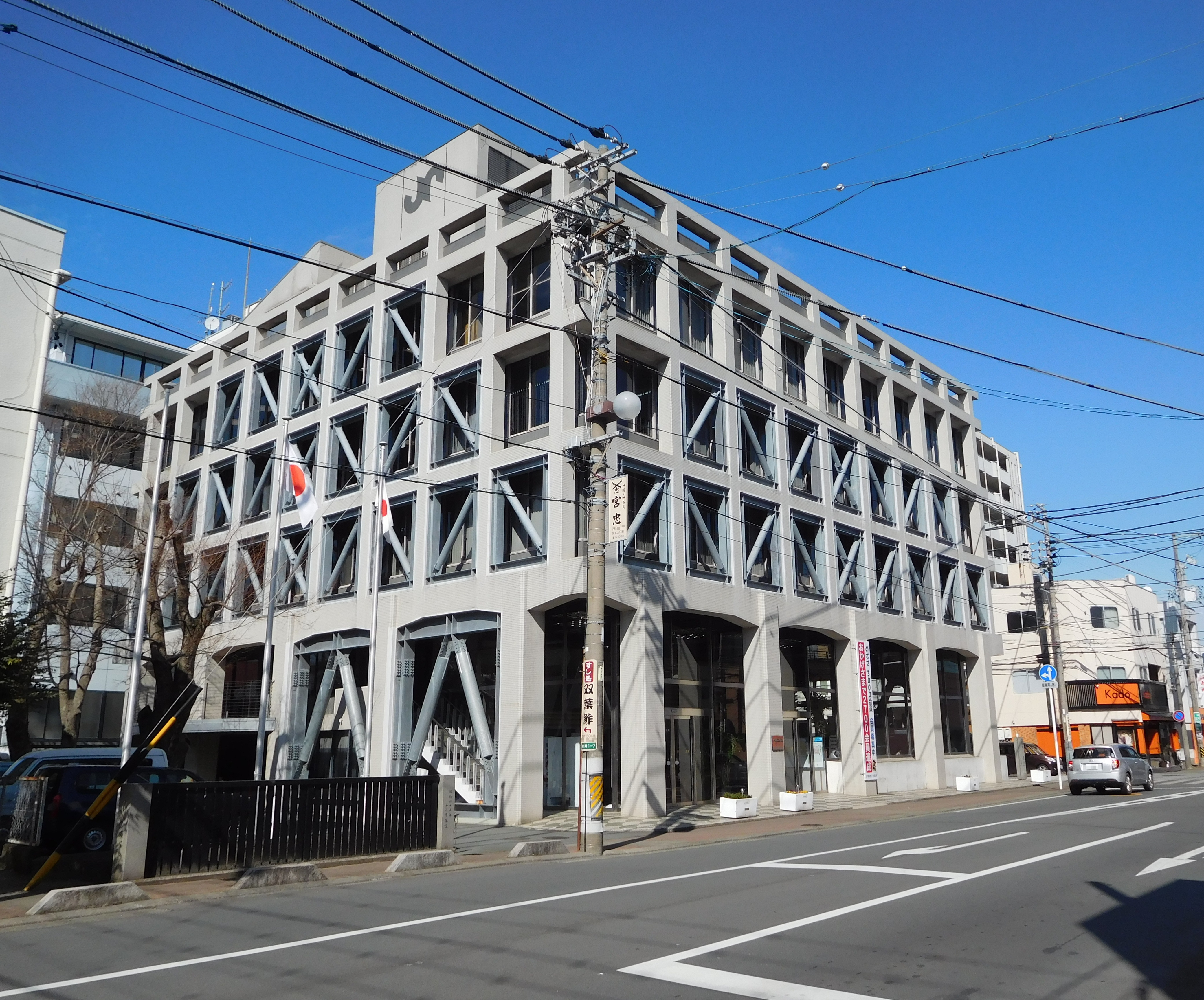
伊勢商工会議所
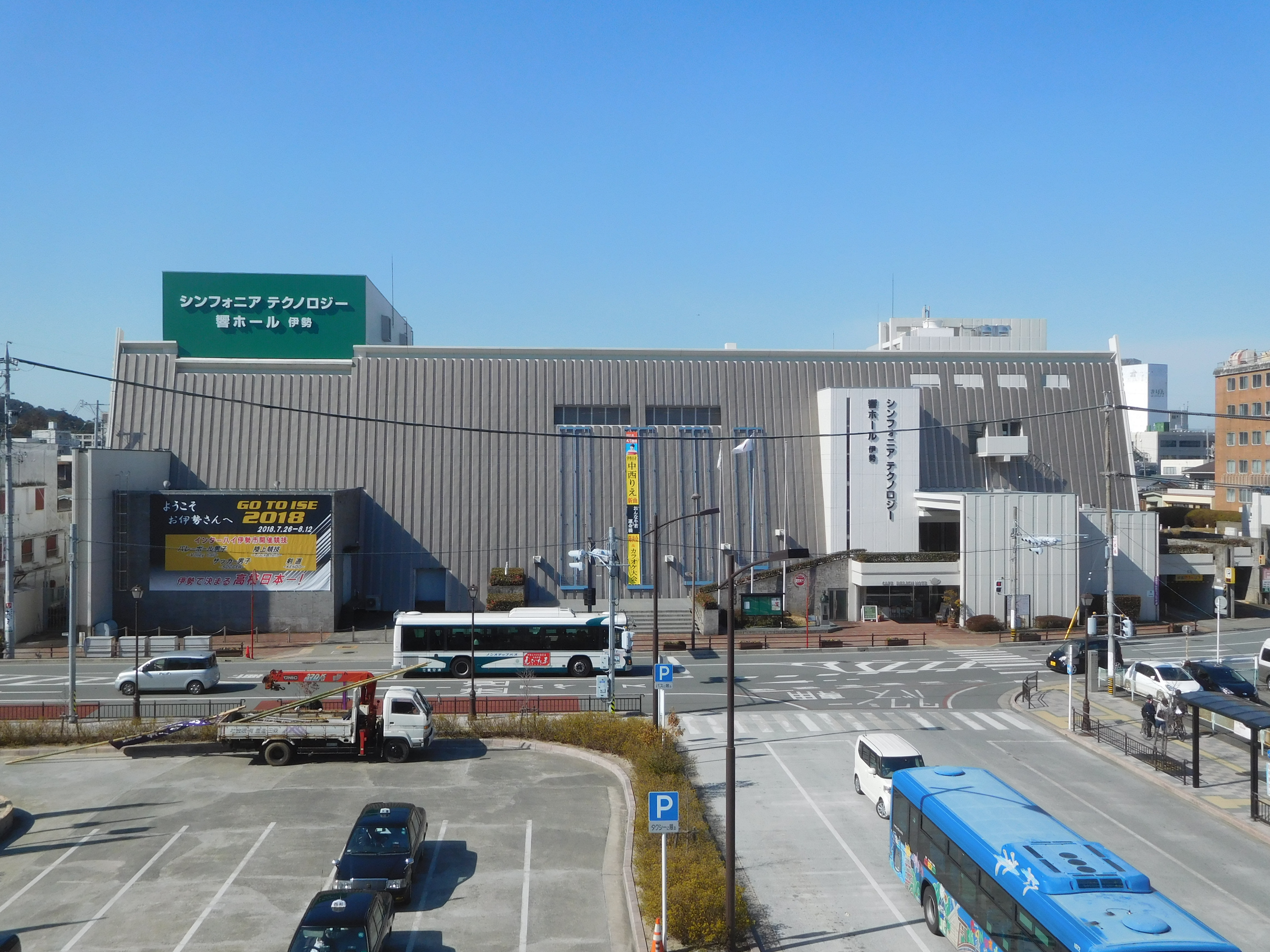
伊勢市観光文化会館

- 明倫商店街
- 真珠会館
- 伊勢スイミングスクール
- 毎日新聞伊勢支局
- 朝日新聞伊勢支局
- 伊勢新聞伊勢志摩総局
- みずほ銀行伊勢支店

- 伊勢商工会議所
- 伊勢市観光文化会館

岩渕二丁目
- 近鉄宇治山田駅
- 宇治山田駅ショッピングセンター
- 三十三銀行伊勢支店
- 岩渕公園

- 宇治山田駅

岩渕三丁目
- 伊勢郵便局
- 三交伊勢ビル
- 前田公園

- 伊勢郵便局

### 史跡
- 三日市大夫次郎邸跡（一丁目）
- 箕曲中松原神社（一丁目）

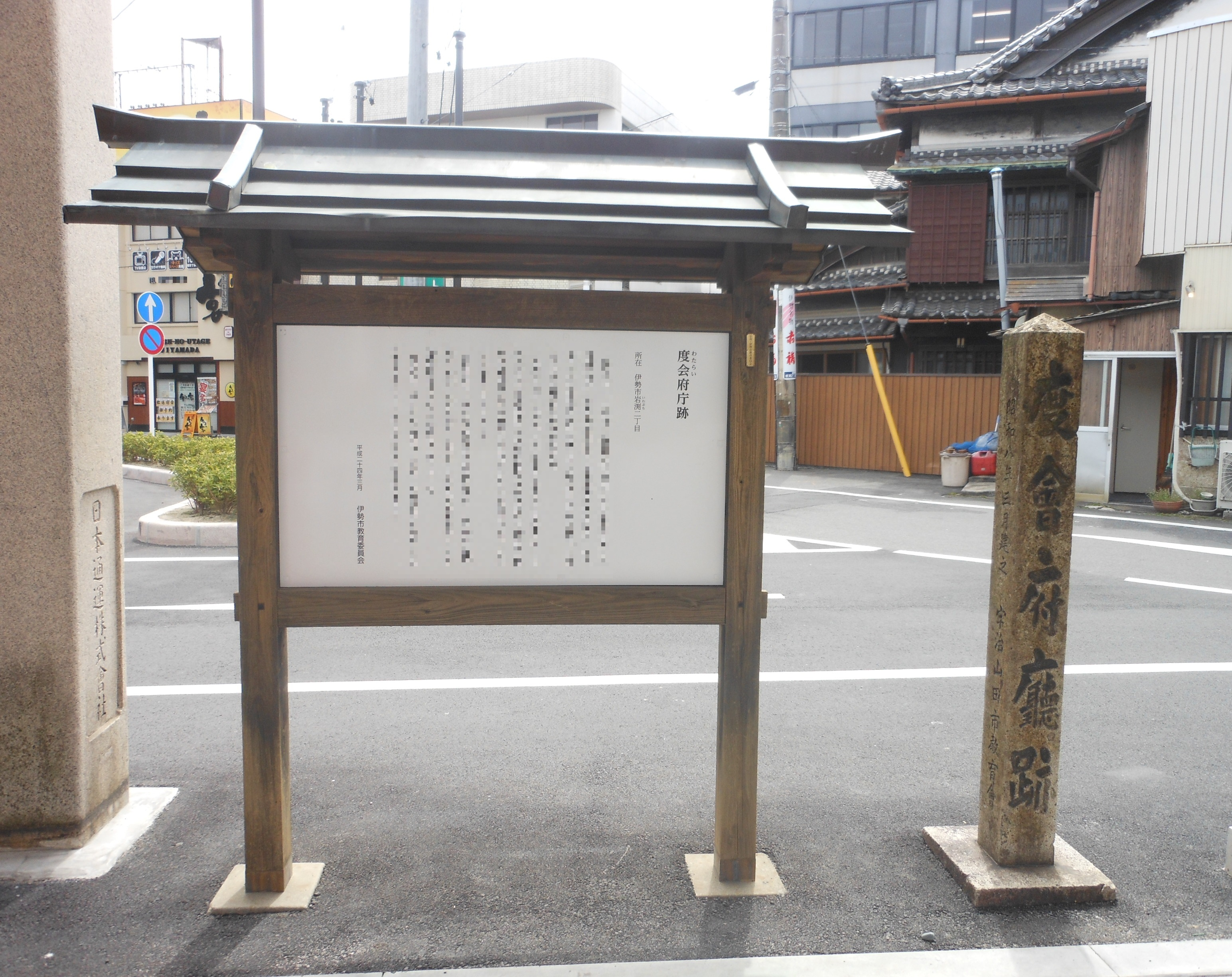
度会府庁跡

- 沢村栄治生家跡（一丁目）

プロ野球選手・沢村栄治が生まれ育った住宅があった地。生家は現存せず駐車場と化しており、2011年（平成23年）建立の生家跡を示す碑と在りし日の生家の写真、沢村の紹介文が現地にある。すぐ近くの明倫商店街には、沢村の言葉を刻んだ「全力石」がある。
- 度会府庁跡（二丁目）

宇治山田駅のロータリーにある。「府庁跡」と名乗っているが、実際には度会県時代の庁舎があった地である。1876年（明治9年）に焼失したため遺構はないが、跡地を示す碑（碑面の文字は「度會府廳跡」）と解説板がある。
- 光明寺（三丁目）
- 一誉坊墓地（三丁目）

一誉坊は小字尾部山のなかにある小地名であり、「いちよぼ」ないし「いっちょぼ」と読む。寛文年間（1661年 - 1673年）に山田奉行の桑山貞政の命で伊勢参宮街道沿いの尾部坂（おべざか）の両側にあった墓地を移転する形で整備されたもので、特定の寺院に属しない共同墓地である。出口延佳（神職）、山本樟郎（棋士）、沢村栄治（プロ野球選手）ら伊勢ゆかりの人物の墓がある。沢村の墓は親族の多くが三重県を離れ管理が難しくなったとして、2017年（平成29年）9月に霊を抜く「墓じまい」が行われ、野球のボールに背番号14を刻んだ墓碑だけが残っている。竹内浩三（詩人）の墓もあったが、2005年（平成17年）に朝熊山金剛證寺奥ノ院へ改葬された。

## 出身人物
- 田村秢（衆議院議員、弁護士）[61]